# Sujiatuo
Sujiatuo (kinesiska: 苏家坨) är ett område och en köping i Kina. Den ligger i Haidian i storstadsområdet Peking, i den norra delen av landet, omkring 27 kilometer nordväst om stadskärnan. Antalet invånare är 46 786. Befolkningen består av 22 476 kvinnor och 24 310 män. Barn under 15 år utgör 9,0 %, vuxna 15-64 år 80 %, och äldre över 65 år 9,0 %.